# Лотар Матеус
Лотар Херберт Матеус (Ерланген, 21. март 1961) немачки је бивши фудбалер и садашњи фудбалски тренер.

## Играчка каријера
Матеус је почео тренира фудбал у млађим категоријама Херцогенаураха, на позицији везног играча. Своју професионалну фудбалску каријеру је започео 1979. године у Борусији Менхенгладбах, где је остао до 1984. До тада је стекао репрезентативно искуство наступима на Европском првенству 1980. и Светском првенству 1982. у дресу репрезентације Западне Немачке.
Затим је отишао у Бајерн Минхен, с којим је освојио Бундес лигу и Куп. У Бајерну је играо од 1984. до 1988. године. С клубом је дошао и до финала Лиге шампиона 1987, где су поражени од Порта.
Матеус је 1988. године прешао у милански Интер са којим је освојио Серију А 1989, и Суперкуп исте године. Због добрих игара у Интеру, нашао се на списку позваних играча за Светско првенство 1990. где је са репрезентацијом стигао до финала, где су победили Аргентину резултатом 1:0. Матеус је наставио са сјајним играма у Интеру, освојивши Куп УЕФА 1991. године и поставши најбољи фудбалер у избору ФИФЕ. Године 1992. се вратио се у Бајерн, где је са клубом освојио четири титуле, два Купа, Куп УЕФА, и друго место у Лиги шампиона 1999. године.
Због повреде је пропустио Европско првенство 1992.. године. На Светском првенству 1994., играо је као капитен на позицији бека, и постигао је један погодак. Наступао је и на Светском првенству 1998. године.
С Бајерном је 1999. дошао до финала Лиге шампиона. У том финалу Бајерн је примио два гола у задњим минутима судијске надокнаде и тако изгубио титулу. Последњу утакмицу за Бајерн је одиграо 8. марта 2000. у Минхену против Реал Мадрида. Матеус је 2000. године прешао у Њујорк метростарсе. У САД је играо од марта до септембра 2000. године и после тога је завршио играчку каријеру.

## Тренерска каријера
Након сјајних играчких дана, Матеус је започео тренерску каријеру. Први ангажман добио је у бечком Рапиду. У децембру 2002, почео је да тренира Партизан заменивши Љубишу Тумбаковића. Матеус је српски клуб одвео у Лигу шампиона где су испали у такмичењу по групама. Након годину дана, преузео је Мађарску фудбалску репрезентацију у квалификацијама за Светско првенство 2006. године. Мађарска није успела да се квалификује на такмичење, па је напустио селекторску функцију. Он је 2006. године кратко тренирао бразилски Атлетико Паранаинсе. Након само седам утакмица на клупи, поднео је оставку. Лотар је 19. маја преузео Ред бул Салцбург. И ако је имао солидне резултате, добио је отказ 12. јуна 2007. године. Затим је преузео израелски клуб Макаби Нетања Од 21. септембра 2010. године, постао је тренер репрезентације Бугарске

## Приватни живот
Матеус има троје деце, а женио се четири пута. Његов први брак са Силвијом Матеус трајао је од 1981. до 1992, и са њом има две ћерке, Алису и Виолу. Поново се 1994. године оженио, швајцарским моделом и ТВ-водитељком Лолитом Мореном. Брак се завршио 1999. године. Српкиња Маријана Чолић била је његова трећа жена. Венчали су се 2003, а развели 2007. године. У децембру 2008, 47-годишњи се Матеус оженио по трећи пут, 21-годишњом украјинком Лилианом Чудиновом од које се развео 2011. године.